# Cetoniina
A Cetoniina a bogarak (Coleoptera) rendjének a ganajtúrófélék (Scarabaeidae) családjának egy alnemzetsége.

## Rendszerezésük
Aethiessa Burmeister, 1842 nem: 6-7 faj; palearktikus elterjedésű,
Anatona Burmeister, 1842 nem: 3-4 faj; orientális faunaterület,
Atropinota nem,
Anelaphinis nem,
Anoplocheius nem,
Astraea nem,
Atrichelaphinis  nem,
Atrichiana nem,
Centrantyx nem,
Cetonia Fabricius, 1775 nem: kb. 25 faj; palearktikus és orientális faunaterület,
Chiloloba Burmeister, 1842 nem: 1 faj; orientális faunaterület,
Chlorixanthe nem,
Cosmesthes nem,
Cosmiophena nem,
Dischista nem,
Dolichostethus nem,
Elaphinis nem,
Enoplotarsus Lucas, 1859 nem: 1 faj; palearktikus,
Euphoria nem,
Gametis Burmeister, 1842 nem: kb. 15 faj; főként orientális faunaterület,
Glycosia Schoch, 1896 nem: 12 faj; orientális faunaterület,
Glycyphana Burmeister, 1842 nem: kb. 7 faj: orientális és ausztrál faunaterület,
Gymnophana Arrow, 1910 nem: 1 faj; orientális faunaterület,
Hemiprotaetia Mikšić, 1963 nem: 2 faj; orientális faunaterület,
Heterocnemis Albers, 1852 nem: 2 faj; palearktikus elterjedésű,
Jothochilus nem,
Lorkovitschia Mikšić, 1968 nem: 2 faj; orientális faunaterület,
Marmylida nem,
Niphobleta nem,
Odontorrhina nem,
Pachnoda nem,
Paleopragma nem,
Paraprotaetia Moser, 1907 nem: 1 faj; orientális faunaterület,
Pararhabdotis Kraatz, 1899 nem: 1 faj; orientális faunaterület,
Phoxomeloides nem,
Podogonus nem,
Podopholis nem,
Pogonopus Arrow, 1910 nem: 2 faj; orientális faunaterület,
Polybabhes nem,
Polystalactica nem,
Protaetia Burmeister, 1842 nem: kb. 310 faj; palearktikus és orientális faunaterület,
Protaetiomorpha Mikšić, 1968 nem: 2 faj; orientális faunaterület,
Psacadoptera nem,
Pseudoprotaetia nem,
Pseudotephraea nem,
Rhabdotis nem,
Rhabdotops nem,
Rhyxiphloea nem,
Ruteraetia nem,
Simorrhina nem,
Somalibia nem,
Stalagmopygus nem,
Stalagmosoma nem,
Sternoplus nem,
Systellorhina nem,
Tephraea nem,
Tetragonorhina nem,
Thyreogonia nem,
Trichocephala nem,
Trichoscelis nem,
Trichostetha nem,
Tropinota nem,
Trymodera nem,
Urbania nem,
Xeloma nem.

## Magyarországon előforduló fajok
A Magyarországon is előforduló fajok a következőek:
Cetonia (Fabricius 1775)
Aranyos rózsabogár (Cetonia aurata) (Linnaeus, 1761)
Protaetia (Burmeister 1842)
Pompás virágbogár (Protaetia (Cetonischema) speciosissima) (Scopoli, 1786) (=Cetonischema aeruginosa, Potosia aeruginosa): Magyarországon védett, természetvédelmi értéke 5 000 Ft.
Smaragdzöld virágbogár (Protaetia (Eupotosia) affinis) (Andersch, 1797): Magyarországon védett, természetvédelmi értéke 10 000 Ft.
Márványos virágbogár (Protaetia (Liocola) marmorata) (Fabricius, 1792) (=Liocola lugubris): Magyarországon védett, természetvédelmi értéke 5 000 Ft.
Magyar virágbogár (Protaetia (Netocia) ungarica) (Herbst, 1790): Magyarországon védett, természetvédelmi értéke 10 000 Ft.
Olajzöld virágbogár (Protaetia (Potosia) cuprea obscura) (Andersch, 1797)
Rezes virágbogár (Protaetia (Potosia) fieberi) (Kraatz, 1880): Magyarországon védett, természetvédelmi értéke 50 000 Ft.
Tropinota (Mulsant 1842)
Bundásbogár (Tropinota hirta) (Burmeister, 1842) (=Epicometis hirta)

## Képek

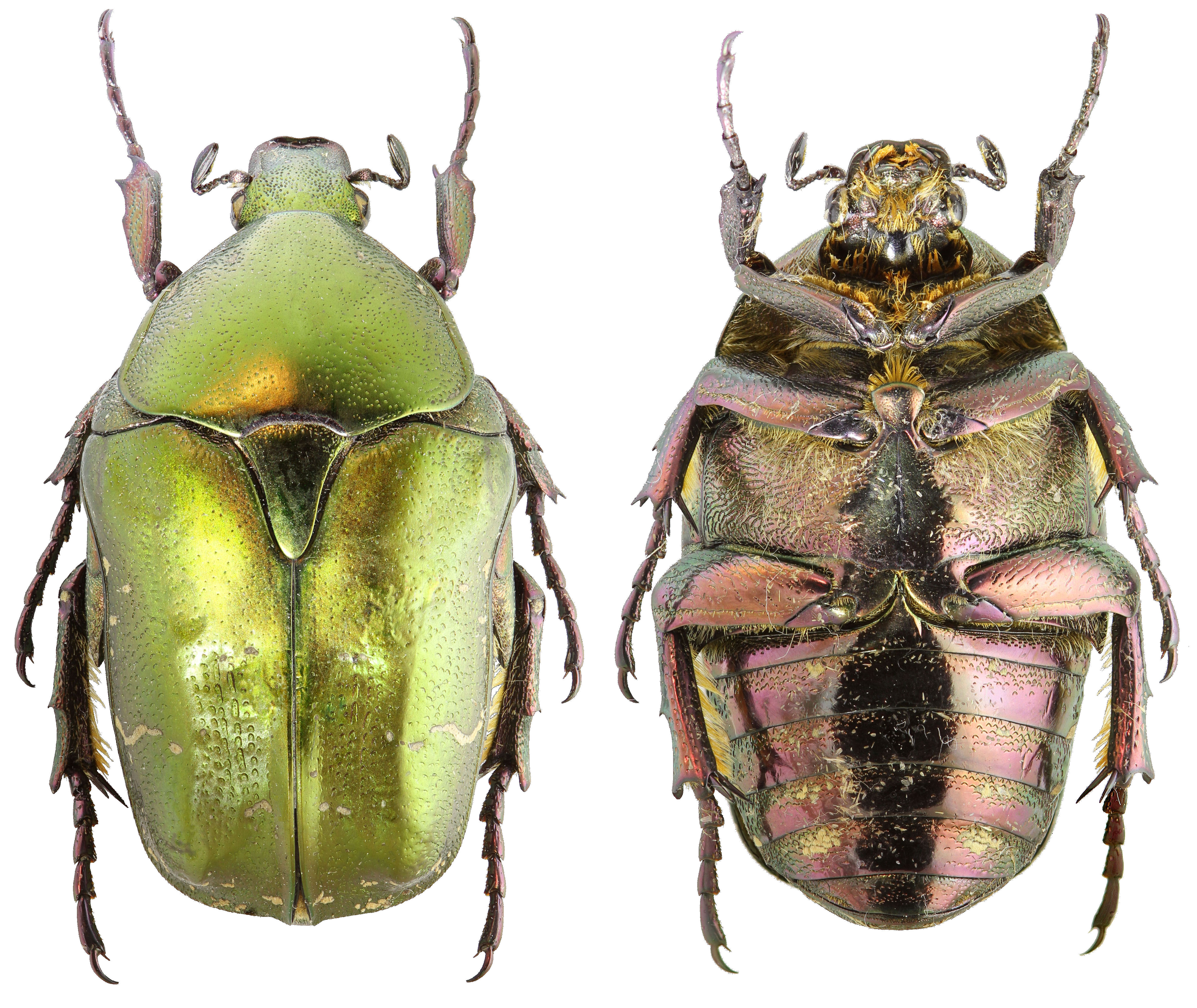
Olajzöld virágbogár (Protaetia cuprea obscura) (Cetoniini)

## Fordítás
- Ez a szócikk részben vagy egészben  a   Cetoniinae című olasz Wikipédia-szócikk ezen változatának fordításán alapul.  Az eredeti cikk szerkesztőit annak laptörténete sorolja fel. Ez a jelzés csupán a megfogalmazás eredetét és a szerzői jogokat jelzi, nem szolgál a cikkben szereplő információk forrásmegjelöléseként.